# Plaisance-du-Sud
Plaisance-du-sud (también denominada Plaisance de Nippes, en criollo haitiano Plezans disid) es una comuna de Haití que está situada en el distrito de Anse-à-Veau, del departamento de Nippes.

## Historia
Pasó a ser comuna en 2003.

## Secciones
Está formado por las secciones de:
- Plaisance-du-Sud (también denominada Ti François y que abarca la villa de Plaisance-du-Sud)
- Anse aux Pins
- Vassal Labiche

## Demografía
| Gráfica de evolución demográfica de Plaisance-du-sud entre 2009 y 2015 |
|                                                                        |

Los datos demográficos contemplados en este gráfico de la comuna de Plaisance-du-sud son estimaciones que se han cogido de 2009 a 2015 de la página del Instituto Haitiano de Estadística e Informática (IHSI). 